# Quercus hui
Quercus hui là một loài thực vật có hoa trong họ Cử. Loài này được Chun miêu tả khoa học đầu tiên năm 1928.

## Hình ảnh